# Auchenoglanis senegali
Auchenoglanis senegali är en fiskart som beskrevs av Michael E. Retzer 2010. Auchenoglanis senegali ingår i släktet Auchenoglanis och familjen Claroteidae. Inga underarter finns listade.